# Тоні Санне
Ентоні «Тоні» Гаррі Санне (англ. Anthony "Tony" Harry Sanneh, нар. 1 червня 1971, Сент-Пол) — американський футболіст, що грав на позиції захисника. Виступав за національну збірну США.
Володар Кубка чемпіонів КОНКАКАФ. У складі збірної — володар Золотого кубка КОНКАКАФ (2005).

## Клубна кар'єра
У дорослому футболі дебютував 1994 року виступами за команду клубу «Мілвокі Рампейдж», в якій того року взяв участь у 18 матчах чемпіонату.
Згодом з 1994 по 1998 рік грав у складі команд клубів «Чикаго Павер», «Міннесота Тандер» та «Ді Сі Юнайтед». Протягом цих років виборов титул володаря Кубка чемпіонів КОНКАКАФ.
Своєю грою за останню команду привернув увагу представників тренерського штабу клубу «Герта», до складу якого приєднався 1998 року. Відіграв за берлінський клуб наступні три сезони своєї ігрової кар'єри.
2001 року уклав контракт з клубом «Нюрнберг», у складі якого провів наступні три роки своєї кар'єри гравця.
Протягом 2004—2007 років захищав кольори клубів «Коламбус Крю», «Чикаго Файр», «Міннесота Тандер» та «Колорадо Репідс».
Завершив професійну ігрову кар'єру у клубі «Лос-Анджелес Гелаксі», за команду якого виступав протягом 2009 року.

## Виступи за збірну
1997 року дебютував у складі національної збірної США в матчі проти Китаю. Протягом кар'єри у національній команді, яка тривала 9 років, провів у формі головної команди країни 43 матчі, забивши 3 голи.
У складі збірної був учасником чемпіонату світу 2002 року в Японії та Південній Кореї, розіграшу Золотого кубка КОНКАКАФ 2005 року в США, на якому команда здобула бронзові нагороди.

## Досягнення
- Володар Кубка чемпіонів КОНКАКАФ:
«Ді Сі Юнайтед»: 1998
- Володар Золотого кубка КОНКАКАФ:
США: 2005